# المجتمعات والمناطق اللغوية في بلجيكا
تعتبر بلجيكا هي دولة اتحادية تضم ثلاث مجتمعات وثلاث مناطق تعتمد على أربع مناطق لغوية. لكل نوع من أنواع التقسيمات الفرعية هذه، تشكل التقسيمات الفرعية معًا البلد بالكامل؛ بمعنى آخر، تتداخل الأنواع.
تم تأسيس المناطق اللغوية بموجب قانون جيلسون الثاني، الذي دخل حيز التنفيذ في 2 أغسطس 1963. تم تضمين التقسيم إلى مناطق لغوية في الدستور البلجيكي في عام 1970. من خلال الإصلاحات الدستورية في سبعينيات وثمانينيات القرن العشرين، أدى إضفاء الطابع الإقليمي على الدولة الموحدة إلى اتحاد من ثلاثة مستويات: تم إنشاء حكومات فيدرالية وإقليمية ومجتمعية، وهو حل وسط مصمم لتقليل التوترات اللغوية والثقافية والاجتماعية والاقتصادية.

## نظرة عامة تخطيطية
هذه نظرة عامة تخطيطية للهيكل الفيدرالي الأساسي لبلجيكا على النحو المحدد في الباب الأول من الدستور البلجيكي.
لكل من الكيانات إما برلمان وحكومة خاصين بها (بالنسبة للدولة الاتحادية والمجتمعات والمناطق) أو مجلسها الخاص وجهة تنفيذية (للمقاطعات والبلديات). الكيانات المائلة ليس لها مؤسسات خاصة بها - دوائر لأنها إدارية بحتة؛ والمجالات اللغوية لأنها تحدد فقط النظام اللغوي للبلدية.
| دولة فيدرالية | 1   | وصلة=\|حدود قالب:بيانات بلد Kingdom of Belgium | وصلة=\|حدود قالب:بيانات بلد Kingdom of Belgium | وصلة=\|حدود قالب:بيانات بلد Kingdom of Belgium | وصلة=\|حدود قالب:بيانات بلد Kingdom of Belgium | وصلة=\|حدود قالب:بيانات بلد Kingdom of Belgium | وصلة=\|حدود قالب:بيانات بلد Kingdom of Belgium | وصلة=\|حدود قالب:بيانات بلد Kingdom of Belgium                          | وصلة=\|حدود قالب:بيانات بلد Kingdom of Belgium                          | وصلة=\|حدود قالب:بيانات بلد Kingdom of Belgium | وصلة=\|حدود قالب:بيانات بلد Kingdom of Belgium | وصلة=\|حدود قالب:بيانات بلد Kingdom of Belgium | وصلة=\|حدود قالب:بيانات بلد Kingdom of Belgium | وصلة=\|حدود قالب:بيانات بلد Kingdom of Belgium | وصلة=\|حدود قالب:بيانات بلد Kingdom of Belgium                         |
| لغة المناطق   | 4   | هولندي                                         | هولندي                                         | هولندي                                         | هولندي                                         | هولندي                                         | هولندي                                         | ثنائي اللغة                                                             | ثنائي اللغة                                                             | الفرنسية                                       | الفرنسية                                       | الفرنسية                                       | الفرنسية                                       | الفرنسية                                       | ألمانية                                                                |
| مجتمعات       | 3   | وصلة=\|حدود قالب:بيانات بلد Flemish Community  | وصلة=\|حدود قالب:بيانات بلد Flemish Community  | وصلة=\|حدود قالب:بيانات بلد Flemish Community  | وصلة=\|حدود قالب:بيانات بلد Flemish Community  | وصلة=\|حدود قالب:بيانات بلد Flemish Community  | وصلة=\|حدود قالب:بيانات بلد Flemish Community  | وصلة=\|حدود قالب:بيانات بلد Flemish Community                           | وصلة=\|حدود قالب:بيانات بلد French Community                            | وصلة=\|حدود قالب:بيانات بلد French Community   | وصلة=\|حدود قالب:بيانات بلد French Community   | وصلة=\|حدود قالب:بيانات بلد French Community   | وصلة=\|حدود قالب:بيانات بلد French Community   | وصلة=\|حدود قالب:بيانات بلد French Community   | وصلة=\|حدود قالب:بيانات بلد German-speaking Community </br> يتحدث كوم. |
| المناطق       | 3   | وصلة=\|حدود قالب:بيانات بلد Flemish Region     | وصلة=\|حدود قالب:بيانات بلد Flemish Region     | وصلة=\|حدود قالب:بيانات بلد Flemish Region     | وصلة=\|حدود قالب:بيانات بلد Flemish Region     | وصلة=\|حدود قالب:بيانات بلد Flemish Region     | وصلة=\|حدود قالب:بيانات بلد Flemish Region     | وصلة=\|حدود قالب:بيانات بلد Brussels-Capital Region </br> منطقة العاصمة | وصلة=\|حدود قالب:بيانات بلد Brussels-Capital Region </br> منطقة العاصمة | وصلة=\|حدود قالب:بيانات بلد Walloon Region     | وصلة=\|حدود قالب:بيانات بلد Walloon Region     | وصلة=\|حدود قالب:بيانات بلد Walloon Region     | وصلة=\|حدود قالب:بيانات بلد Walloon Region     | وصلة=\|حدود قالب:بيانات بلد Walloon Region     | وصلة=\|حدود قالب:بيانات بلد Walloon Region                             |
| المحافظات     | 10  | فلاندرز الغربية                                | فلاندرز الشرقية                                | أنتويرب                                        | ليمبورغ                                        | الفلمنكية برابانت                              | الفلمنكية برابانت                              | وصلة=\|حدود قالب:بيانات بلد Brussels-Capital Region </br> منطقة العاصمة | وصلة=\|حدود قالب:بيانات بلد Brussels-Capital Region </br> منطقة العاصمة | والون برابانت                                  | ليمبورغ                                        | Luxem  بورغ                                    | نامور                                          | لييج                                           | لييج                                                                   |
| أقضية         | 43  | 8                                              | 6                                              | 3                                              | 3                                              | 2                                              | 2                                              | 1                                                                       | 1                                                                       | 1                                              | 7                                              | 5                                              | 3                                              | 4                                              | 4                                                                      |
| البلديات      | 581 | 64                                             | 60                                             | 69                                             | 42                                             | 65                                             | 65                                             | 19                                                                      | 19                                                                      | 27                                             | 69                                             | 44                                             | 38                                             | 75                                             | 9                                                                      |

## تقسيمات الدولة
المجتمعات الثلاث هي:
- (الناطقة باللغة الهولندية) الفلمنكية الجماعة Vlaamse Gemeenschap )
- المجتمع الفرنسي ( Communauté française )
- المجتمع الناطق بالألمانية ( Deutschsprachige Gemeinschaft ، المديرية العامة)

المناطق الثلاث هي:
- منطقة العاصمة بروكسل (بروكسل ؛ (بالفرنسية: Région de Bruxelles-Capitale)، (بالهولندية: Brussels Hoofdstedelijk Gewest) )
- المنطقة الفلمنكية (فلاندرز ؛ Vlaams Gewest )
- إقليم والونيا (والونيا، Région wallonne Wallonische Region )

|                                  | خدمة عمومية مقدمة في لغة من الأفراد التعبير أنفسهم… | خدمة عمومية مقدمة في لغة من الأفراد التعبير أنفسهم… | خدمة عمومية مقدمة في لغة من الأفراد التعبير أنفسهم… | المجتمعات  | المجتمعات           | المجتمعات                 | المناطق (و هم المحافظات) | المناطق (و هم المحافظات) | المناطق (و هم المحافظات) | ال </br> فدرالي </br> حالة |
| الفلمنكية [السفلى ألفا 1]        | خدمة عمومية مقدمة في لغة من الأفراد التعبير أنفسهم… | خدمة عمومية مقدمة في لغة من الأفراد التعبير أنفسهم… | خدمة عمومية مقدمة في لغة من الأفراد التعبير أنفسهم… | الفرنسية   | ألمانية- </br> تكلم | الفلمنكية [السفلى ألفا 1] | الون                     | بروكسل- </br> رأس المال  |                          | ال </br> فدرالي </br> حالة |
| الفلمنكية [السفلى ألفا 1]        | …في الهولندية | …بالفرنسية                                          | …في ألمانيا                                         | الفرنسية   | ألمانية- </br> تكلم | الفلمنكية [السفلى ألفا 1] | الون                     | بروكسل- </br> رأس المال  |                          | ال </br> فدرالي </br> حالة |
| -------------------------------- | --- | --------------------------------------------------- | --------------------------------------------------- | ---------- | ------------------- | ------------------------- | ------------------------ | ------------------------ | ------------------------ | -------------------------- |
| اللغة الهولندية منطقة            | Green tick | في 12 بلدية (مقصور على "المرافق")                   | —                                                   | Green tick | —                   | —                         | Green tick               | —                        | —                        | Green tick                 |
| اللغة الفرنسية منطقة             | في 4 بلديات (مقصور على "المرافق") | Green tick                                          | في 2 البلديات (مقصور على "المرافق")                 | —          | Green tick          | —                         | —                        | Green tick               | —                        | Green tick                 |
| ثنائي اللغة منطقة بروكسل العاصمة | Green tick | Green tick                                          | —                                                   | Green tick | Green tick          | —                         | —                        | —                        | Green tick               | Green tick                 |
| اللغة الألمانية منطقة            | — | في جميع البلديات 9 (مقصور على "المرافق")            | Green tick                                          | —          | —                   | Green tick                | —                        | Green tick               | —                        | Green tick                 |
|                                  | بموجب القانون، يمكن لسكان 27 بلدية أن يطلبوا تقديم خدمات محدودة بلغة مجاورة، مما يشكل " تسهيلات " لهم. ' توجد المنشآت فقط في بلديات محددة بالقرب من حدود الفلمنديين مع والون ومع مناطق العاصمة بروكسل، وفي منطقة والون أيضًا في بلديات متاخمة لمنطقتها للغة الألمانية وكذلك للناطقين بالفرنسية في جميع أنحاء المنطقة الأخيرة. |                                                     |                                                     |            |                     |                           |                          |                          |                          |                            |

## المناطق
| منطقة            | المنطقة الفلمنكية                                                           | والون المنطقة                                        | منطقة العاصمة بروكسل                      |
| ---------------- | --------------------------------------------------------------------------- | ---------------------------------------------------- | ----------------------------------------- |
| الاسم الهولندي   | وصلة=\| عن هذا الصوت                                                        | وصلة=\| عن هذا الصوت                                 | وصلة=\| عن هذا الصوت                      |
| الاسم الفرنسي    | ( Région flamande )                                                         | Région wallonne                                      | Région de Bruxelles-Capitale              |
| الاسم الألماني   | ( Flämische Region )                                                        | Wallonische Region                                   | ( Region Brüssel-Hauptstadt )             |
| موقعك            |                                                                             |                                                      |                                           |
| علم              |                                                                             |                                                      |                                           |
| مقعد             | بروكسل                                                                      | نامور                                                | بروكسل                                    |
| ISO 3166-2: BE   | VLG                                                                         | WAL                                                  | BRU                                       |
| منطقة            | 13522 كم 2 (44.29 ٪ من بلجيكا)                                              | 16844 كم 2 (55.18 ٪ من بلجيكا)                       | 161 كم 2 </br> (0.53 ٪ من بلجيكا)         |
| المحافظات        | - أنتويرب - ليمبورغ - الفلمنكية برابانت - فلاندرز الشرقية - فلاندرز الغربية | - ليمبورغ - والون برابانت - نامور - لييج - لوكسمبورغ | لا شيء                                    |
| البلديات         | 300                                                                         | 262                                                  | 19                                        |
| تعداد السكان     | 6,516,011 [2017] (57.5 ٪ من بلجيكا)                                         | 3,614,473 [2017] (32.0 ٪ من بلجيكا)                  | 1,191,604 [2017] </br> (10.5 ٪ من بلجيكا) |
| الكثافة السكانية | 480 / كم 2                                                                  | 215 / كم 2                                           | 7401 / كم 2                               |
| وزير الرئيس      | خيرت بورجوا ( قائمة ) (بالاشتراك مع المجتمع الفلمنكي)                       | ويلي بورسوس ( قائمة )                                | رودي فيرفورت ( قائمة )                    |
| موقع الكتروني    | www.flanders.be                                                             | www.wallonie.be                                      | be.brussels                               |